# 周明贵
周明贵（1957年1月—），江苏泰兴人。中国人民解放军少将。
1976年12月入伍，历任南京军区政治部宣传部副部长、部长。后担任第12集团军政治部主任、副政委，后升任南京军区联勤部政委、南京军区政治部副主任。授中国人民解放军少将军衔。2015年1月中央军委纪委对其立案调查，2015年5月，移送军事检察机关依法处理。